# Karl Meitmann
Karl Meitmann est un homme politique allemand du SPD, né à Kiel-Gaarden le 20 mars 1891 et mort à Kiel le 17 février 1971.

## Biographie
Après sa scolarité élémentaire, Karl Meitmann suit un apprentissage dans le commerce. Avant la Première Guerre mondiale, il est employé de la Coopérative centrale d'achat des consommateurs (GEG), (Großeinkaufs-Gesellschaft Deutscher Consumvereine (de)), à Hambourg. En 1918, il devient le secrétaire et l'adjoint du président du gouvernement régional du Schleswig-Holstein qui le délègue en 1919 auprès du secrétariat du commissaire pour le référendum d'autodétermination du Nord-Schleswig. Il y est responsable de l'organisation de la campagne référendaire. En 1920, il fait partie du commandement militaire qui réprime le Putsch de Kapp. Ensuite, il devient commissaire civil chargé de réorganiser la police du Schleswig-Holstein dans le cadre nouveau de la République de Weimar.
Après la prise de pouvoir par les nazis au début de 1933, il subit trois arrestations,,, dont un internement dans le camp de concentration de Fuhlsbüttel où il est torturé. Libéré fin octobre 1933, il est interdit de séjour à Hambourg. Il mène alors une existence semi-clandestine comme comptable de paie auprès des Charbonnages de lignite en Poméranie orientale et à Berlin. Après la Seconde Guerre mondiale, il reprend ses activités politiques à Hambourg. Il prend sa retraite lors de son soixante-dixième anniversaire en mars 1961, alors qu'il est retourné vivre sans sa ville natale.

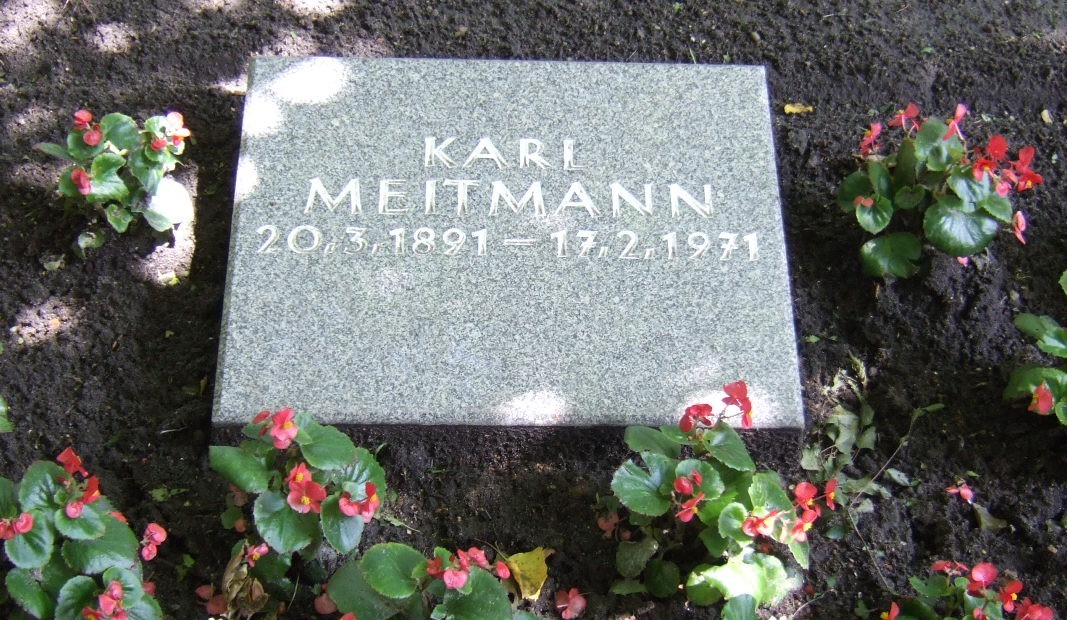
Pierre tombale de Karl Meitmann.

Karl Meitmann est inhumé dans le carré d'honneur de la Fondation Hans et Sophie Scholl Geschwister-Scholl-Stiftung (de) au cimetière de Hambourg-Ohlsdorf.

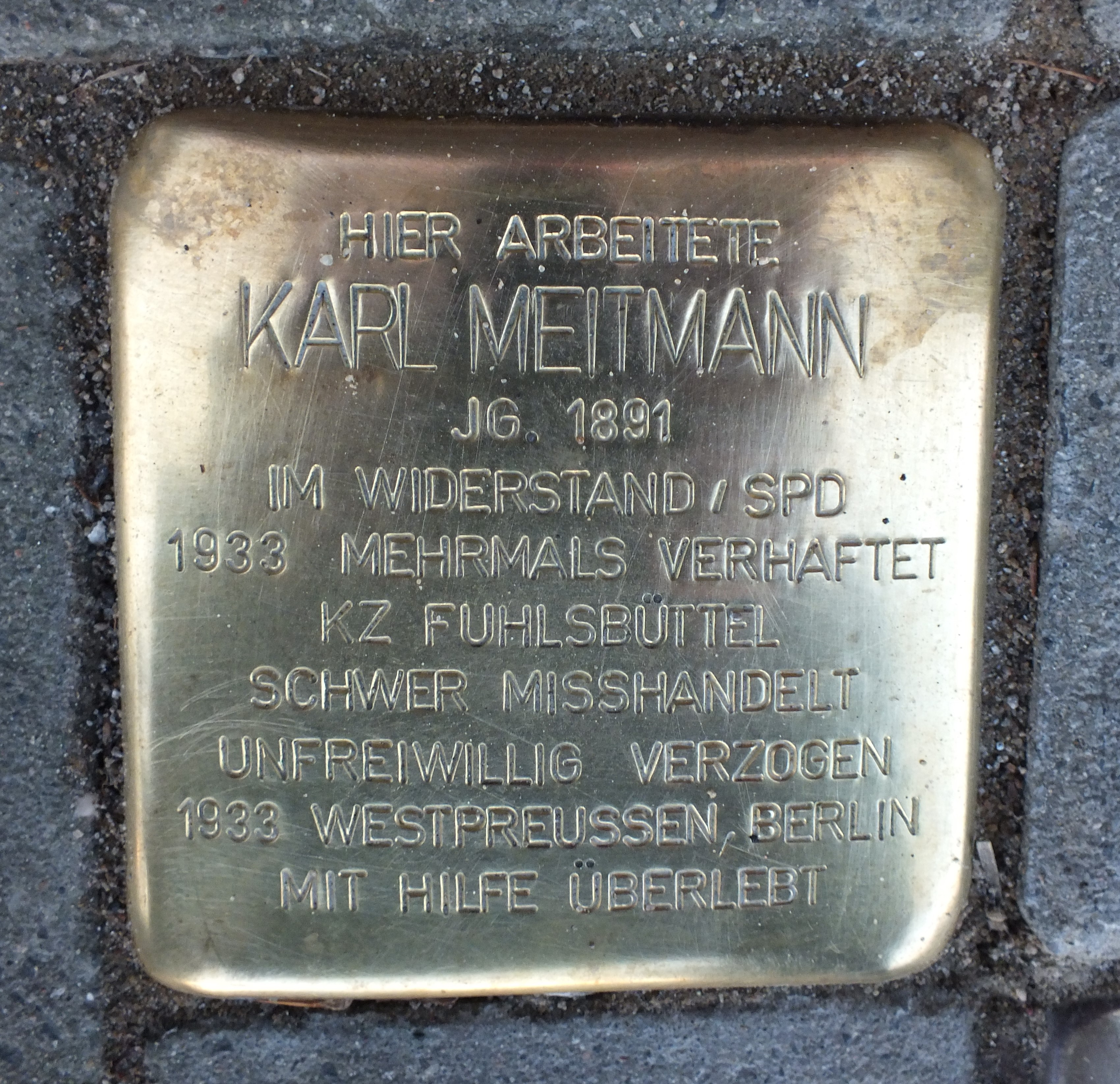
Stolperstein Karl Meitmann.

Le 25 mars 2022 est dévoilé un Stolperstein à sa mémoire devant le siège régional du parti SPD à Hambourg.

## Activité politique
Dès 1905, Karl Meitmann fait partie de la Jeunesse ouvrière socialiste (de) (Sozialistische Arbeiter-Jugend). En 1909 il rejoint le Parti  social-démocrate d'Allemagne (SPD). En 1924, il participe à la création de l'organisation socialiste et républicaine Reichsbanner Schwarz-Rot-Gold dont il devient le chef régional pour le Schleswig-Holstein. De 1928 à 1933, il est secrétaire régional du parti SPD pour la ville-état de Hambourg et député au parlement régional.
Il œuvre à partir de 1945 à la reconstitution du SPD à Hambourg. Dès le 14 juillet 1945, avant même l'autorisation officielle des autorités d'occupation britanniques, il est réélu secrétaire régional et conservera cette fonction jusqu'en 1952. Ses tentatives d'unir le SPD avec le parti libéral puis avec les communistes n'aboutissent pas. Parallèlement, il retrouve un mandat de député régional et il est membre du Conseil de zone assistant le commandement d'occupation. Il est élu député à la première, deuxième et troisième législature du Bundestag.

#### En français
- Michel Stermann, Maman Grète - Une éducatrice venue d'Allemagne pour des Orphelins de la Déportation en France, Edilivre, 2016  (ISBN 978-2-334-23049-0).

#### En allemand
- (de) Der Kapp-Putsch in Schleswig. In: Grenzfriedenshefte. Husum 1963, p. 153 à 166.

- Arbeitsgemeinschaft ehemals verfolgter Sozialdemokraten (de) (AvS): Wegweiser zu den Stätten von Verfolgung und sozialdemokratischem Widerstand in Hamburg, Teil 1. [Texte und Recherche: Holger Martens], Hamburg 2005.

- (de) Christof Brauers: Die FDP in Hamburg 1945 bis 1953. Start als bürgerliche Linkspartei. M-Press Meidenbauer Verlag, München 2007,  (ISBN 978-3-89975-569-5).

- (de) Holger Martens (HM): Meitmann, Karl In: Für Freiheit und Demokratie: Hamburger Sozialdemokratinnen und Sozialdemokraten in Verfolgung und Widerstand; 1933–1945. Sozialdemokratische Partei Deutschlands / Landesorganisation Hamburg / Arbeitskreis Geschichte und Arbeitsgemeinschaft Ehemals Verfolgter Sozialdemokraten (Hgg.)

- (de) Christel Oldenburg et al. (Red.), SPD-Landesorganisation Hamburg, Arbeitskreis Geschichte, 2003, p. 103 seq.  (ISBN 3-8330-0637-4).

- Fritz Sänger (de), Siegfried Sänger: Handbuch des Deutschen Bundestages (3. Wahlperiode). Klett Verlag, Stuttgart 1957.

- Die Tageszeitung: Einheit und nie wieder Bruderkampf. In: Regionalbeilage „taz-hamburg“ du 19 août 2005.